# Société nationale de recherche et d'exploitation de pétrole en Algérie
La Société nationale de recherche et d'exploitation de pétrole en Algérie (ou SN REPAL) est une société française créée en 1946, en association avec le gouvernement général de l'Algérie, par le Bureau de recherche de pétrole (BRP, devenu Elf Aquitaine en 1976) avec le siège installé à Hydra en haut de la ville d'Alger.

## Historique
Une de ses principales implantations sera Hassi Messaoud, où SN REPAL découvre du pétrole en juin 1956.[réf. nécessaire]
En avril 1960, l’Union générale des pétroles naît officiellement. L'UGP est formée de la Régie autonome des pétroles, de la SN REPAL et du Groupement des exploitants pétroliers (GEP) qui détiennent chacun un tiers du capital.[réf. nécessaire]

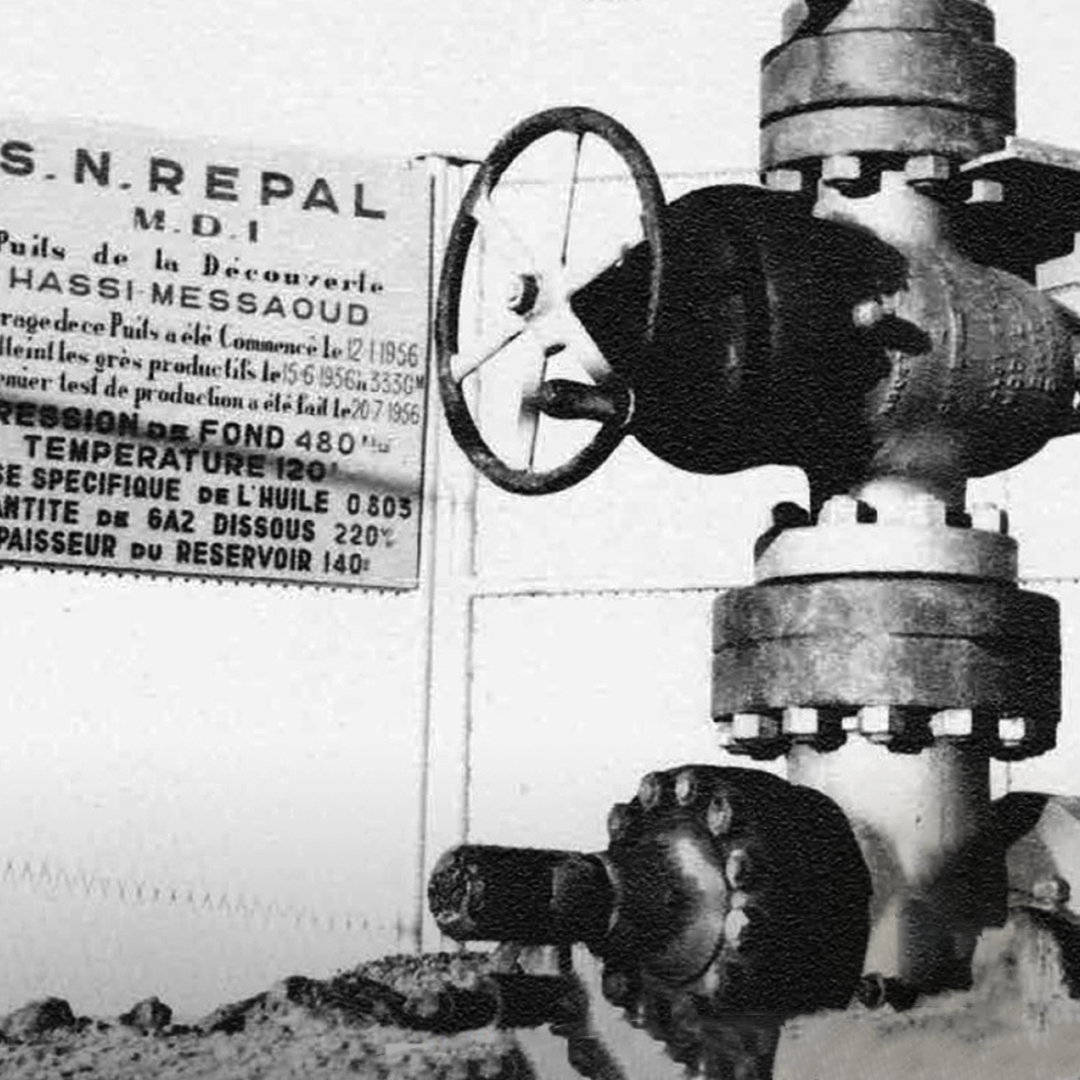
Le puits de la découverte de pétrole, MD1.

Succédant à Roger Goetze qui exerce cette fonction de 1946 à 1966, Belkacem Nabi, vice-président depuis février 1966, est nommé directeur général le 30 juin 1966, l'accord franco-algérien du 29 juillet 1965 prévoyant que la présidence de la société serait désormais assurée par un Algérien. Selon ce même accord, la participation de l'État algérien dans la société est portée de 45,51 % à 50 %.